# Al-Rushati
Abū Muḥammad al-Rushātī (8 de febrero de 1074-17 de octubre de 1147) fue un historiador andalusí que compiló un florilegio de historiadores anteriores titulado Kitāb iqtibās al-anwār, del cual puede haber sobrevivido parcialmente un manuscrito autógrafo.

## Biografía
Nacido en Orihuela, el nombre completo de al-Rushātī era Abū Muḥammad ʿAbd Allāh ibn ʿAlī ibn ʿAbd Allāh ibn ʿAlī ibn Khalaf ibn Aḥmad ibn ʿUmar al-Lakhmī al-Marī al-Andalusī al-Rushātī. El último era un apellido derivado del término iberorromance para «rosa». Un sirviente de habla romance había apodado a un antepasado suyo Rushaṭelo en honor a un topo.
Cuando tenía seis años, la familia de al-Rushātī se trasladó a Almería, donde completó su educación y comenzó su carrera docente. Aprendió ḥadīth (tradición) de Abū ʿAlī al-Ghassānī y Abū ʿAlī al-Ṣadafī. También estudió ʿilm al-rijāl (crítica de la tradición), recitación coránica, fiqh (jurisprudencia), adab (etiqueta) y ansāb (genealogía). Recibió una ijāza (licencia para enseñar) de Abū Bakr ibn al-ʿArabī. Sin embargo, no emprendió un «viaje en busca de conocimiento» (riḥla fī ṭalab al-ʿilm). Vio caer Almería en manos de los almorávides en 1091 y fue martirizado cuando cayó en manos de Castilla en 1147.
Entre los alumnos notables de al-Rushātī se encuentran Ibn Bashkuwāl, Ibn Ḥubaysh, Ibn Khayr, Ibn Maḍāʾ e Ibn Qurqul.

## Obras
La obra principal de Al-Rushātī es su Kitāb iqtibās al-anwār . Fue elogiado por Ibn Kathir. Originalmente constaba de cinco partes, pero sólo las partes uno, tres y cinco sobreviven completas en manuscritos que ahora se encuentran en Túnez. Parte del resto puede recuperarse de las versiones abreviadas de Ibn al-Kharrāṭ al-Ishbīlī y Majd al-Dīn Ismāʿīl ibn Ibrāhīm al-Bilbīsī. Al-Rushātī se basa en gran medida en el historiador del siglo X Aḥmad al-Rāzī. Cita también una crónica de «los jeques de Mérida» y «un libro escrito por los cristianos» que nunca antes había sido traducido.
Otras obras conocidas de Al-Rushātī son Kitāb al-Iʿlām bi-mā fī Kitāb al-Mukhtalif wa ʾl-muʾtalif li ʾl-Dāraḳuṭnī min al-awhām y una respuesta a las críticas de ʿAbd al-Ḥaqq ibn ʿAṭiyya.

## Bibligorafía
- Molina López, Emilio; Bosch Vilá, Jacinto, eds. (1990). Al-Andalus en el Kitāb Iqtibās al-Anwār y en el Ijtiṣār Iqtibās al-Anwār. Madrid: Consejo Superior de Investigaciones Científicas.

- Datos: Q11903976